# EC Pinheiros
EC Pinheiros (portugisiska: Esporte Clube Pinheiros) är en sportklubb från São Paulo, Brasilien. Klubben grundades 1899 av tyska immigranter och hade fram till andra världskriget namnet Sport Club Germânia. 
Klubben var en pionjär inom brasiliansk fotboll, med två segrar i Campeonato Paulista och spelar som Arthur Friedenreich och Hermann Friese. I samband med att fotbollen professionaliserades i Brasilien övergav klubben fotbollen och satsade istället på att bli en breddklubb, både vad gäller antalet medlemmar och antalet sporter de var aktiva i. Klubben har numera 35 000 medlemmar och förvaltar ett område på 170 000 m2.
Klubben har elitlag i basket, handboll och volleyboll. Herrbasketlaget spelar i Novo Basquete Brasil (högsta ligan), men har aldrig blivit brasilianska mästare. De har vunnit det regionala mästerskapet i São Paulo en gång (2011). Internationellt har de som bäst kommit två i Liga Sudamericana de Básquetbol, vunnit Liga de las Américas (2013) och kommit tvåa i FIBA Intercontinental Cup (2013). 
Herrhandbollslaget har vunnit det lokala mästerskapet i São Paulo 30 gånger och har blivit brasilianska mästare 9 gånger. De har blivit panamerikanska mästare två gånger och mästare för Syd- och Centralamerika en gång. Som bäst har de kommit fyra i IHF Super Globe. Damlaget har vunnit det lokala mästerskapet i São Paulo fyra gånger och har blivit brasilianska mästare två gånger. De har blivit både panamerikanska mästare  och mästare för Syd- och Centralamerika en gång. 
Damvolleybollaget har vunnit det lokala mästerskapet i São Paulo sex gånger. De spelar i Superliga Brasileira de Voleibol (högsta ligan), men har aldrig blivit brasilianska mästare, däremot vann de brasilianska cupen 2014. De vann Campeonato Sudamericano de Clubes de Voleibol Femenino 1970.
Klubben har också elitidrottare inom individuella sporter som nått stora framgångar, t.ex. var João Carlos de Oliveira under 1970-talet världsrekordhållare i tresteg, medan César Cielo vann OS-guld i 50 meter frisim vid OS 2008.